# Heffler Norbert
Heffler Norbert (Dunaújváros, 1990. május 24. –) magyar labdarúgó, jelenleg a Tiszakécskei LC játékosa. Bátyja, Heffler Tibor szintén labdarúgó, az FC Ajka játékosa.

## Pályafutása

### Dunaújváros
Karrierjét a Dunaújváros csapatában kezdte. Első szezonja, a 2007–08-as volt. A csapat ekkor a másodosztályban szerepelt. Első mérkőzését 2007. szeptember 25-én játszotta, a Budaörs ellen (3–3), első gólját pedig, 2007. november 3-án szerezte meg az Ajka ellen. Később betalált az ESMTK-nak, a Budaörsnek, a Soroksárnak, a Kaposvölgyének, a Mosonmagyaróvárnak, és az Ajkának is. A bajnokságban huszonhárom meccsén, hét gólt rúgott a kilencedik helyen záró Dunaújvárosban.
A következő szezonban, a 2008–09-esben az ősszel még a dunaújvárosiak játékosa volt. Mind a tizenöt bajnokin szerepet kapott, és két gólt ért el. Miután a csapata megszűnt, új gárda után kellett néznie.

### Pápa
A befutó végül a szintén másodosztályban szereplő Lombard Pápa lett. Első meccsét az új csapata színeiben, 2009. március 7-én játszotta, a Felcsút ellen. Ezt a találkozót még további tíz követte. A szezont végül második helyen fejezték be, de végül feljutottak az első osztályba, a Gyirmót licencproblémái miatt. Heffler nem szerzett gólt a tavasz során.
Második pápai szezonját kezdte el 2009. nyarán. Első NB I-es mérkőzését pályafutása során, rögtön az őszi idén nyitón, 2009. július 25-én játszotta az MTK Budapest ellen. Az bajnokság első felében összesen tizenháromszor játszott és két gólt lőtt. Góljait a Kecskemétnek és a Diósgyőrnek lőtte, egymást követő fordulóban. A következő években fiatal kora ellenére csapata meghatározó játékosa lett, a szurkolók egyik kedvence. Bár több NB I-es csapat, köztük a Ferencváros és a Győri ETO is érdeklődött iránta, 2011 júniusában 3 éves szerződést kötött a Paksi FC együttesével, ahol bátyjával szerepelhet egy csapatban.

## Válogatott
Heffler tagja volt a 2009-es U20-as labdarúgó-világbajnokságra készülő magyar keretnek, még az edzőtáborba is elutazott, azonban az utolsó pillanatban nem került be az utazó csapatba.

## Sikerei, díjai
Magyar másodosztály
- ezüstérmes: 2008–2009